# Великий есперантсько-український словник

Обкладинка словника.

Великий есперантсько-український словник (есп. Granda Esperanta-ukraina vortaro) — найбільший в Україні та всьому пострадянському просторі словник мови есперанто, укладений Володимиром Пацюрком та Євгеном Ковтонюком. Вийшов у друк 2010 року в Києві. Загальна кількість слів — близько 60 000 (есперантських) та 120 000 (українських відповідників). Друкована версія книги вийшла у двох томах (A-K та L-Z) під назвою Esperanta-ukraina vortaro — Есперантсько-український словник (тобто без означення «Великий»). Купити її можна лише безпосередньо у авторів чи замовити у видавця. Словник існує також у електронній версії за адресою vortaro.ukrainio.org.ua [Архівовано 16 грудня 2014 у Wayback Machine.].
Словник насичено прикладами вживання того чи іншого слова в різних контекстах, фразеологізмами, багатою професійною лексикою. До нього введено географічні назви, власні імена та імена міфологічних персонажів. Включено так звану ненормативну та розмовну лексику, ряд діалектизмів, слова, що позначають українські реалії. Укладач намагався якнайповніше представити синоніміку обох мов. До словника додано детальний нарис граматики есперанто.

## Редакція 2015 року
Певний поспіх у підготовці, брак іншомовно-українських фахових словників, відсутність доступу до інтернету спричинили ряд помилок і неточностей у перекладі ряду слів, зокрема наукових термінів. Побудова словника виявилася заскладною для пересічного користувача. До есперантської частини не увійшло близько 300 слів, в основному з наукової термінології, перекладу яких не вдалося знайти в словниках.
Новий словник удвічі більший від свого попередника, насичений прикладами вживання того чи іншого слова в різних контекстах, фразеологізмами, багатою сучасною професійною лексикою. До нього введено географічні назви, власні імена та імена міфологічних персонажів. Виходячи з того, що словник повинен у повній мірі відображати реальний стан як однієї мови – есперанто, так і другої – української, до нього включено так звану ненормативну та розмовну лексику, ряд діалектизмів, слова, що позначають українські реалії. Якнайповніше представлена синоніміка обох мов. До словника додано детальний нарис граматики есперанто. Структура словника зручна для користування.